# Théophile Reyn
Pour les articles homonymes, voir Reyn.
Théophile Reyn (en néerlandais Theofiel Reyn) né le 8 mars 1860 à Beveren-Waas (Belgique) et décédé le 8 mars 1941 à Bruxelles, était un prêtre belge, religieux des Missionnaires du Sacré-Cœur, et ensuite fondateur de la congrégation cléricale des Aumôniers du Travail.

## Biographie

### Chez les Missionnaires du Sacré-Cœur
Cinquième enfant d’une famille profondément chrétienne, Théophile quitte à 14 ans son village pour entrer chez les Missionnaires du Sacré-Cœur (à Issoudun en France) désirant être envoyé en pays de mission. Il y est ordonné prêtre le 30 mai 1885 et y remplit successivement des charges importantes, telles que économe, supérieur et maître des novices.

### Fondation des Aumôniers du Travail
A Issoudun son désir missionnaire est insatisfait. Il réfléchit sur les problèmes de la condition ouvrière, surtout à la suite de l’encyclique Rerum Novarum de Léon XIII (1891). Il souhaite se mettre au service des ouvriers et s’en ouvre à Mgr Victor-Joseph Doutreloux, évêque de Liège qui l’invite dans son diocèse. Délié de ses vœux de religion en 1893 Reyn sert d’abord dans quelques paroisses du diocèse de Liège. 
Cette nouvelle orientation est formellement approuvée par Doutreloux : c’est la naissance, le 21 novembre 1894 des ‘Aumôniers du Travail’, un petit groupe de prêtres réunis autour de Théophile Reyn.

### Développements
Malgré de grandes difficultés la première maison est fondée à Seraing, banlieue ouvrière de Liège, en octobre 1895. Ce foyer pour jeunes ouvriers mineurs devient vite un centre important d’activités sociales ouvrières: cercles ouvriers, syndicat chrétien de mineurs et de métallurgistes.  120 ouvriers y logent et des centaines fréquentent le foyer de Seraing. 
Le succès de ce centre chrétien-ouvrier de Seraing fait que de nombreuses demandes parviennent à Reyn. Les ressources financières ne suivent pas, ni non plus le nombre de recrues de la congrégation, sans parler du temps dont ils ont besoin pour être formés à ce type d’apostolat particulier.
En septembre 1898 une proposition lui vient du directeur du collège Saint-Joseph de Virton. La propriété Pierrard (avec 25 hectares) lui est offerte pour la fondation d’une Institut des Arts et Métiers. Le soutien des autorités civiles et religieuses du Luxembourg belge, autant que des industriels de la région frontalière belgo- française lui est assuré. Reyn accepte. L’institut ouvre ses portes en octobre 1900. Il cherche ainsi à former des cadres industriels dans l’esprit de Rerum Novarum. 
Un second - l’institut Cardinal Mercier de Schaerbeek - est fondé juste avant la Première Guerre mondiale.  D’autres suivent après la guerre: Boussu, Merksem, et Ostende. Reyn crée également un séminaire ouvrier près de l’université de Louvain. 

### Approbation romaine
En 1935, pour le jubilé de ses 50 ans de sacerdoce, Reyn visite Rome où il obtient l’approbation pontificale définitive des ‘Aumôniers du Travail’. L’apôtre du monde ouvrier meurt six ans plus tard, à Bruxelles, le 18 mars 1941.